# Stylophora mamillata
Stylophora mamillata är en korallart som beskrevs av Friedrich Frederick Scheer och Pillai 1983. Stylophora mamillata ingår i släktet Stylophora och familjen Pocilloporidae. IUCN kategoriserar arten globalt som livskraftig.
Artens utbredningsområde är Indiska oceanen. Inga underarter finns listade i Catalogue of Life.